# Escrime aux Jeux paralympiques d'été de 1988
Navigation
New York & Stoke Mandeville 1984 Barcelone 1992
La compétition d'escrime des Jeux paralympiques d'été de 1988 se déroulent dans la ville de Séoul. Quatorze épreuves y sont organisées.

## Résultats

### Podiums masculins
| Épreuves                     | Or                                                                | Argent                                                                            | Bronze                                                                     |
| ---------------------------- | ----------------------------------------------------------------- | --------------------------------------------------------------------------------- | -------------------------------------------------------------------------- |
| Épée individuel cat. 1C-3    | Luigi Zonghi (ITA)                                                | Soriano Ceccanti (ITA)                                                            | Sik Lau (HKG)                                                              |
| Épée individuel cat. 4-6     | Robert Citerne (FRA)                                              | Ahmad Habib Al-Saleh (KUW)                                                        | Wilfried Lipinski (FRG)                                                    |
| Épée par équipes open        | Allemagne de l'Ouest Uwe Bartmann Dieter Leicht Wilfried Lipinski | France Arthur Bellance Serge Besseiche Robert Citerne                             | Italie Soriano Ceccanti Ernesto Lerre Carlo Loa Luigi Zonghi               |
| Fleuret individuel cat. 1C-3 | Choi Il-joo (KOR)                                                 | Jang Soon-ki (KOR)                                                                | André Hennaert (FRA)                                                       |
| Fleuret individuel cat. 4-6  | Arthur Bellance (FRA)                                             | Wolfgang Kempf (FRG)                                                              | Ahmad Habib Al-Saleh (KUW)                                                 |
| Fleuret par équipes open     | France Arthur Bellance André Hennaert Yvon Pacault                | Allemagne de l'Ouest Wolfgang Kempf Dieter Leicht Günter Spiess                   | Italie Giuseppe Alfieri Soriano Ceccanti Umberto Mastrofini Luigi Zonghi   |
| Sabre individuel cat. 1C-3   | Park Tae-hoon (KOR)                                               | Pascal Durand (FRA)                                                               | André Hennaert (FRA)                                                       |
| Sabre individuel cat. 4-6    | Roh Kyung-soo (KOR)                                               | Yvon Pacault (FRA)                                                                | Cyril Thomas (GBR)                                                         |
| Sabre par équipes open       | France Pascal Durand André Hennaert Yvon Pacault                  | Allemagne de l'Ouest Wolfgang Kempf Wilfried Lipinski Reinhold Maus Günter Spiess | Italie Giuseppe Alfieri Ernesto Lerre Umberto Mastrofini Pierino Scarsella |

### Podiums féminins
| Épreuves                     | Or                                                                     | Argent                                                   | Bronze                                                            |
| ---------------------------- | ---------------------------------------------------------------------- | -------------------------------------------------------- | ----------------------------------------------------------------- |
| Épée individuel cat. 1C-3    | Jannick Seveno (FRA)                                                   | Mariella Bertini (ITA)                                   | Shuk Han Yuen (HKG)                                               |
| Épée individuel cat. 4-6     | Carol Walton (GBR)                                                     | Ying Wong (HKG)                                          | Suzannah Rockett (GBR)                                            |
| Fleuret individuel cat. 1C-3 | Murielle Desmarets (FRA)                                               | Shuk Han Yuen (HKG)                                      | Jannick Seveno (FRA)                                              |
| Fleuret individuel cat. 4-6  | Laura Presutto (ITA)                                                   | Thérèse Lemoine (FRA)                                    | Rosanna Giarizzo (ITA)                                            |
| Fleuret par équipes open     | France Sabbah Aoutar Murielle Desmarets Thérèse Lemoine Jannick Seveno | Italie Mariella Bertini Rossana Giarrizzo Laura Presutto | Israël Chemda Levy Ayala Malrahanikaz Margalit Peretz Rachel Said |

### Tableau des médailles
| Rang  | Nation               | Or | Argent | Bronze | Total |
| ----- | -------------------- | -- | ------ | ------ | ----- |
| 1     | France               | 7  | 4      | 3      | 14    |
| 2     | Corée du Sud         | 3  | 1      | 0      | 4     |
| 3     | Italie               | 2  | 3      | 4      | 9     |
| 4     | Allemagne de l'Ouest | 1  | 3      | 1      | 5     |
| 5     | Grande-Bretagne      | 1  | 0      | 2      | 3     |
| 6     | Hong Kong            | 0  | 2      | 2      | 4     |
| 7     | Koweït               | 0  | 1      | 1      | 2     |
| 8     | Israël               | 0  | 0      | 1      | 1     |
| Total | Total                | 14 | 14     | 14     | 42    |